# Shamli
Shamli is een stad en gemeente in de Indiase staat Uttar Pradesh. Het is de hoofdstad van het gelijknamige district Shamli. De stad ligt ongeveer 90 kilometer ten noorden van de metropool Delhi.

## Demografie
Volgens de Indiase volkstelling van 2001 wonen er 89.861 mensen in Shamli, waarvan 54% mannelijk en 46% vrouwelijk is. De plaats heeft een alfabetiseringsgraad van 64%.